# Internazionali Femminili di Palermo 2024 - Doppio
Il singolare femminile del torneo di tennis professionistico Internazionali Femminili di Palermo 2024, facente parte della categoria WTA 250 nell'ambito dell'WTA Tour 2024, si gioca al Country Time Club di Palermo, in Italia, dal 15 al 21 luglio 2024. Jana Sizikova e Kimberley Zimmermann sono le campionesse in carica (Zimmermann delle ultime tre edizioni), ma hanno scelto di partecipare con compagne diverse. Zimmermann ha fatto coppia con Camilla Rosatello, ma sono state sconfitte nei quarti di finale da Latisha Chan e Zhang Shuai.  4-6, 6-4, [10-5]
Sizikova ha fatto coppia con Aleksandra Panova e si è riconfermata campionessa battendo in finale Yvonne Cavallé Reimers e Aurora Zantedeschi col punteggio di 4-6, 6-3, [10-5].

## Teste di serie
1. Aleksandra Panova /  Jana Sizikova (Campionesse)
2. Tereza Mihalíková /  Olivia Nicholls (semifinale)

1. Camilla Rosatello /  Kimberley Zimmermann (quarti di finale)
2. Angelica Moratelli /  Sabrina Santamaria (quarti di finale)

## Wildcard
1. Anastasia Abbagnato /  Giorgia Pedone (quarti di finale)

1. Yvonne Cavallé Reimers /  Aurora Zantedeschi (finale)

## Tabellone

### Legenda
| - Q = Qualificato - WC = Wild card - LL = Lucky loser | - ALT = Alternate - SE = Special Exempt - PR = Protected Ranking | - w/o = Walkover - r = Ritirato - d = Squalificato |

|  | Primo turno | Primo turno                     | Primo turno                     | Primo turno                     | Primo turno |  |  | Quarti di finale | Quarti di finale                | Quarti di finale                | Quarti di finale        | Quarti di finale |   |      | Semifinali | Semifinali                      | Semifinali | Semifinali                                | Semifinali |   |     | Finale | Finale | Finale | Finale | Finale |  |
|  |             |                                 |                                 |                                 |             |  |  |                  |                                 |                                 |                         |                  |   |      |            |                                 |            |                                           |            |   |     |        |        |        |        |        |  |
|  | 1           | A Panova J Sizikova             | A Panova J Sizikova             | 6                               | 7           |  |  |                  |                                 |                                 |                         |                  |   |      |            |                                 |            |                                           |            |   |     |        |        |        |        |        |  |
|  |             | C Paquet D Semeņistaja          | C Paquet D Semeņistaja          | 4                               | 64          |  |  | 1                | A Panova J Sizikova             | A Panova J Sizikova             | 6                       | 6                |   |      |            |                                 |            |                                           |            |   |     |        |        |        |        |        |  |
|  | WC          | A Abbagnato G Pedone            | A Abbagnato G Pedone            | 6                               | 6           |  |  | WC               | A Abbagnato G Pedone            | A Abbagnato G Pedone            | 2                       | 4                |   |      |            |                                 |            |                                           |            |   |     |        |        |        |        |        |  |
|  |             | A Rus E Vedder                  | A Rus E Vedder                  | 2                               | 4           |  |  |                  |                                 |                                 |                         |                  |   |      | 1          | A Panova J Sizikova             | 6          | 4                                         | [13]       |   |     |        |        |        |        |        |  |
|  | 3           | C Rosatello K Zimmermann        | C Rosatello K Zimmermann        | 6                               | 6           |  |  |                  |                                 |                                 | L Chan S Zhang          | 4                | 6 | [11] |            |                                 |            |                                           |            |   |     |        |        |        |        |        |  |
|  |             | M Carlé J Riera                 | M Carlé J Riera                 | 4                               | 4           |  |  | 3                | C Rosatello K Zimmermann        | C Rosatello K Zimmermann        | 0                       | 5                |   |      |            |                                 |            |                                           |            |   |     |        |        |        |        |        |  |
|  |             | L Chan S Zhang                  | L Chan S Zhang                  | 6                               | 6           |  |  |                  | L Chan S Zhang                  | L Chan S Zhang                  | 6                       | 7                |   |      |            |                                 |            |                                           |            |   |     |        |        |        |        |        |  |
|  |             | S Lansere A Tichonova           | S Lansere A Tichonova           | 0                               | 4           |  |  |                  |                                 |                                 |                         |                  |   |      | 1          | Aleksandra Panova Jana Sizikova | 4          | 6                                         | [10]       |   |     |        |        |        |        |        |  |
|  |             | L Bronzetti O Gadecki           | L Bronzetti O Gadecki           | L Bronzetti O Gadecki           |             |  |  |                  |                                 |                                 |                         |                  |   |      |            |                                 | WC         | Yvonne Cavallé Reimers Aurora Zantedeschi | 6          | 3 | [5] |        |        |        |        |        |  |
|  | WC          | Y Cavallé Reimers A Zantedeschi | Y Cavallé Reimers A Zantedeschi | Y Cavallé Reimers A Zantedeschi | w/o         |  |  | WC               | Y Cavallé Reimers A Zantedeschi | Y Cavallé Reimers A Zantedeschi | 6                       | 6                |   |      |            |                                 |            |                                           |            |   |     |        |        |        |        |        |  |
|  |             | A Blinkova E Lechemia           | A Blinkova E Lechemia           | 4                               | 3           |  |  | 4                | A Moratelli S Santamaria        | A Moratelli S Santamaria        | 4                       | 3                |   |      |            |                                 |            |                                           |            |   |     |        |        |        |        |        |  |
|  | 4           | A Moratelli S Santamaria        | A Moratelli S Santamaria        | 6                               | 6           |  |  |                  |                                 |                                 |                         |                  |   |      | WC         | Y Cavallé Reimers A Zantedeschi | 6          | 0                                         | [10]       |   |     |        |        |        |        |        |  |
|  |             | S Feng J Kulambaeva             | S Feng J Kulambaeva             | 1                               | 61          |  |  |                  |                                 | 2                               | T Mihalíková O Nicholls | 4                | 6 | [6]  |            |                                 |            |                                           |            |   |     |        |        |        |        |        |  |
|  |             | Q Gleason C Perrin              | Q Gleason C Perrin              | 6                               | 7           |  |  |                  | Q Gleason C Perrin              | Q Gleason C Perrin              | 5                       | 3                |   |      |            |                                 |            |                                           |            |   |     |        |        |        |        |        |  |
|  |             | O Kalašnikova S Murray Sharan   | 6                               | 3                               | [7]         |  |  | 2                | T Mihalíková O Nicholls         | T Mihalíková O Nicholls         | 7                       | 6                |   |      |            |                                 |            |                                           |            |   |     |        |        |        |        |        |  |
|  | 2           | T Mihalíková O Nicholls         | 2                               | 6                               | [10]        |  |  |                  |                                 |                                 |                         |                  |   |      |            |                                 |            |                                           |            |   |     |        |        |        |        |        |  |